# Чемернарський Нижній Гук
Чемерна́рський Ни́жній Гук — геологічна пам'ятка природи місцевого значення в Україні. Розташована в межах Вижницького району Чернівецької області, на південний схід від села Долішній Шепіт. 
Площа 0,5 га. Статус надано згідно з рішенням 20-ї сесії Чернівецької обласної ради IV скликання від 28.04.2005 року № 66-20/05. Перебуває у віданні ДП «Берегометське лісомисливське господарство» (Чемернарське лісництво, кв. 34, вид. 2). 
Статус надано з метою збереження мальовничого водоспаду заввишки 2,5 м. Водоспад каскадного типу, розташований на потоці Зубринець, або Чемернар (басейн Сірету), в межах гірського масиву Покутсько-Буковинські Карпати.